# 佛恩·史蒂芬斯
韋諾恩·迪卡特·史蒂芬斯（英語：Vernon Decatur Stephens，1920年10月23日—1968年11月3日），為美國職棒大聯盟的游擊手。生涯曾效力過布朗、紅襪與白襪等隊。史蒂芬斯生涯入選8次全明星賽，拿下一次美聯全壘打王和3次美聯打點王。1944年，他在布朗隊擔任中心打者，率領球隊拿下隊史在聖路易的唯一一座美聯冠軍。2006年，他入選紅襪隊名人堂。

## 職業生涯

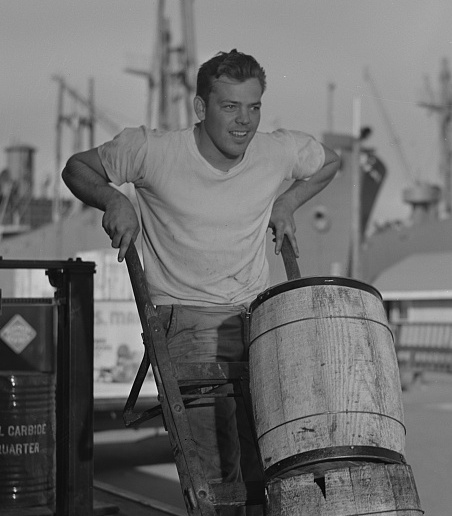
二戰時期在船上工作的史蒂芬斯

1941年，史蒂芬斯登上大聯盟。他在1943年入選生涯首次明星賽，二戰爆發時也有加入美軍服役。1946年，他一度和墨西哥聯盟簽下5年合約，不過後來布朗隊球探再度找上他，並將他延攬回大聯盟。
1944年，史蒂芬斯打回109分打點，幫助布朗隊打進隊史首次世界大賽。隔年他以24轟拿下美聯全壘打王。1947年球季結束後，他和Jack Kramer一同被交易到紅襪隊。1953年，他加入白襪隊後不久重回布朗隊。
1949年，他敲出聯盟第二多的39轟與159分打點。他也在這年成為美聯打點王。2009年，史蒂芬斯被提名至名人堂票選內。但他未成功入選。

## 逝世
1968年11月3日，史蒂芬斯因為心臟病發，在加州長灘去世，享年僅48歲。

## 生涯打擊成績
| 出賽次數 | 打席 | 打數 | 得分 | 安打 | 二安 | 三安 | 全壘打 | 打點 | 盜壘 | 保送 | 三振 | 打擊率 | 上壘率 | 長打率 | OPS  |
| -------- | ---- | ---- | ---- | ---- | ---- | ---- | ------ | ---- | ---- | ---- | ---- | ------ | ------ | ------ | ---- |
| 1720     | 7243 | 6497 | 1001 | 1859 | 307  | 42   | 247    | 1174 | 25   | 692  | 685  | .286   | .355   | .460   | .815 |

## 外部連結
- 球員資訊和成績在MLB，ESPN，Baseball-Reference，Fangraphs（英文）